# فریتز باومگارتن
فریتز باومگارتن (انگلیسی: Fritz Baumgarten; ۲۱ دسامبر ۱۸۸۶ – ۱۷ مهٔ ۱۹۶۱) بازیکن فوتبال اهل آلمان بود.
از باشگاه‌هایی که در آن بازی کرده‌است می‌توان به اشاره کرد.